# Estación de Jimera de Líbar
La estación de Jimera de Líbar es una estación de ferrocarril situada en el municipio español homónimo, en la provincia de Málaga, comunidad autónoma de Andalucía. Cuenta con servicios de media distancia operados por Renfe.

## Situación ferroviaria
Se encuentra en la línea férrea de ancho ibérico que une Bobadilla con Algeciras, pk 99,6 a 390 metros de altitud, entre las estaciones de Benaoján-Montejaque y de Cortes de la Frontera.

## Historia
La estación fue puesta en servicio el 24 de noviembre de 1892 con la apertura del tramo Ronda-Jimena de la Frontera de la línea férrea que pretendía unir Bobadilla con Algeciras. Las obras corrieron a cargo de la compañía inglesa The Algeciras-Gibraltar Railway Company. El 1 de octubre de 1913 la concesión de la línea fue traspasada a la Compañía de los Ferrocarriles Andaluces que la gestionó hasta que en 1941 se produjo la nacionalización del ferrocarril en España y se creó RENFE. Desde enero de 2005 el ente Adif es la titular de las instalaciones ferroviarias.

## Servicios ferroviarios

### Media Distancia
Gracias a su línea 70 Renfe enlaza la estación con Algeciras, Ronda y Antequera-Santa Ana.
| Línea MD | Trenes | Origen/Destino            |  | Destino/Origen |
| -------- | ------ | ------------------------- |  | -------------- |
| 70       | MD     | Antequera-Santa Ana Ronda |  | Algeciras      |